# 榎津まお
榎津 まお（えのきづ まお、10月6日生）は、日本の女性声優、歌手。主にアダルトゲームで活躍している。

## 経歴・人物
- 山辺美希役を演じた『CROSS†CHANNEL』の脚本に感動し、シナリオを担当した田中ロミオにアフレコ現場で握手を求めるほど[4]のCROSS†CHANNEL信者。
- 御苑生メイとはプライベートでも親交があり「メイちゃん」と呼んでいる。
- 趣味はピアノ、ネイル（セルフ）、羊毛フェルト、絵、レジン、料理、飲酒[2]。

## 出演

### アダルトアニメ
- mi・da・ra（Milky） - 武田 夏織[2][5][6]
- 人形の館（Milky） - 槇之 マリア[2][5][7]
- クライミライ（Milky） - 神目 楓[2][5][8]
- 聖肛女（Milky） - リズ[2][5][9]
- 催眠凌辱学園（WHITE BEAR） - 元川 恵里[2][5][10]
- Newmanoid CAM 〜キャム=キャスティン〜（pixy） - キャム=キャスティン[2][5][11]
- 一緒にHしよっ 〜結衣&葵編〜（ちちのや） - 浜田 結衣[2][5][12]
- 懲罰指導 〜学園令嬢更性計画〜（Celeb） - 久慈 まひる[2][5][13]
- ぱいずりチアリーダー VS 搾乳応援団！（じゅうしぃまんご〜） - チア部員[2][5]
- 3PingLovers!☆一夫二妻の世界へようこそ♪ THE ANIMATION（ピンクパイナップル） - レイチェル・ハーフリング[2][5][14]
- 放課後Initiation（Queen Bee） - 小乃未[2][5][15]
- PINKERTON（Queen Bee） - ほたる[2][5][16]
- 一求乳魂（Queen Bee） - 恵美[2][5][17]
- 桜宮姉妹のネトラレ記録（Queen Bee） - 桜宮サヤ[2][5][18]
- ニプルへイムの狩人（BOMB! CUTE! BOMB!） - リタ[2]※同人作品

### アダルトゲーム

#### 2000年
- mi・da・ra（武田 夏織）[2][19]

#### 2002年
- Princess Knights（パメラ）[2][19]
- 電脳妖精 〜サイバーフェアリー〜（ビット）[2][19]
- Realize Me（深水 涼香）[2][19]
- 従姫 -ともひめ-（黒田 知佳、石田 志穂）[2][19]
- 人形の館 〜淫夢に抱かれたメイドたち〜（槇之 マリア）[2][19]
- あそび塾（羽丹生 いちご）[2][19]
- だぶるまいんど[2][19]
- 月雀（ワッカ、ニーナ、ザビーネ）[2][19]

#### 2003年
- おめがねティーチャー（高見澤 薫）[2][19]
- 眠れぬ者達へ（空谷 みく）[2][19]
- 八月のノスタルジア（御代川 七緒）[2][19]
- MIND+REAPER（霧島 香奈、狂子・X・プロセダン）[2][19]
- きみにおくる翼（十河 雪奈）[2][19]
- 催眠学園（北川 あや）[2][19]
- 売約済 〜隷嬢姉妹〜（泉田 千春）[2][19]
- さよなら まゆみちゃん 〜藤ノ森病院物語〜（村瀬 千奈津）[2][19]
- 七巴の剣 〜くのいち淫の章〜[2][19]
- Moon Light 〜おもいでのはじまり〜（楠 香耶 他）[2][19]
- 海からくるもの（加賀見 沙希）[2][19]
- 罪囚  The SiN（草壁 紫）[2][19]
- CROSS†CHANNEL（山辺 美希）[2][19]
- カゴノトリ 〜THE CAGED BIRD〜（倉敷 千草）[2][19]
- 私立レイプ女学院（草間 茉奈）[2][19]
- 淫獄の館[2][19]
- 激しくボテ腹! 〜センパイ、私のコ、認めてくださいっ!!〜（藤原 奈美）[2][19]
- アカルイミライ Wet And Messy 2nd time（神目 楓、水乃 など）[2][19]
- ベイグランツ（ジゼル）[2][19]
- 夏音 〜Overture〜（御巫 こずえ）[2][19]

#### 2004年
- マレビト 〜そして世界は色を失う〜（黒田 美咲）[20]
- Pink Style（沢木 真美香）[20]
- SIX PIECES 〜多重調教〜（ミュテイカ、ディア）[20]
- 漆黒に濡れる静寂 -自殺志願者-（滝田 美鈴）[20]
- 魔女っこde'GO♪GO♪（霧ケ峰 陽子）[20]
- ジュエルスオーシャン[20]（青ローブa、B組の女の子3、不良女D、テレビの声）
- フォーチュンクッキー（安原 真由奈）[20]
- 遠隔操作 〜密肉に埋め込まれたリモコンバイブ〜（瀬戸 暁美）[20]
- 狂*師R 〜狙われた制服〜（結城 奈美 他）[20]
- 教祖様の野望 〜帝都コスプレ化計画〜（篠宮 寿須輝、他）[20]
- 吉祥寺エスカレーションヤード（篠崎 涼子）[20]
- CHAIN TRAP 〜復讐の淫罠〜（安藤 紀子）[20]
- CARNIVAL[20]
- 愛のメイドホテル物語〜愛しのスク水・メイド〜（麻生 夏美）[20]
- 夏音 〜June Strange Song〜（御巫 小梢）[20]
- あやめいろの夏（平山 規子）[20]
- お願いお星さま（願い星）[20]
- コスプレ☆ティーパーティー（宇佐 美結花）[20]
- 春色吐息〜禁録・水蜜桃の姉妹たち〜（黒葛 紫薫）[20]
- Angel Egg（崎山 唯）[20]
- Xchange3（河原 千里）[20]
- クライミライ（神目 楓）[20]
- まじれす!! 〜お待たせリトルウイング〜（来生 了）[20]
- 魔将の贄（マチルダ・カシュー）[20]
- ZAN!（神崎 沙織）[20]
- 人妻折檻倶楽部（楠 沙弥香）[20]
- じゃみんぐ☆らんぶる（葵 三咲、蓮見 圭）※同人作品[21]
  - じゃみんぐ☆らんぶるappend（蓮見 圭、葵 三咲）※同人作品[21]
- How To ふぅどる（朝倉 祐未）[20]
- 人妻レオタード（中澤 静香）[20]
- めいめいめい!（坂上 美香）[20]
- てこいれぷりんせす! 〜僕が見えない君のため〜（ソーニャ・フォーブレス）[20]
- Noel（吉川 ノエル）[20]
- フォーチュンクッキーセレクト（安原 真由奈）[20]
- シスターマリヤの桃色聖歌（阿部・マリヤ・マリア）[20]
- 夕緋ノ向コウ側（諏訪 美静）[20]
- ReminiscenceBlue（寿 みやび）[20]
- いもうと観察日記2（児島 響）[20]
- Xchange2R（河原 千里）[20]
- ね〜つま 姉×妻 〜ハッピーライフ＆Hレッスン〜（藤谷 加菜子）
- 六ツ星きらり（日野 慧）[20]
- フェ○りんぴっく 〜江口家の咥内事情〜（蘭子さん）[20]
- です☆めた〜半熟ヴァンパイア死亡YOU戯〜（ファラン）[20]
- Pieta しあわせの青い鳥（業原 唯）[20]
- 陵辱五重奏〜淫獄への誘い（高司 優子）[20]
- THE 鉄腕がっちゅ!（まおまお）[20]
- 裏入学 〜淫液に濡れた教科書〜（青葉 知里）[20]
- 陵辱ゲリラ狩り2（ニーナ・マクネリ）[20]
- バルバロイ -BARBAROI-（小田桐 若菜）[20]

#### 2005年
- マロングラッセ（栗原 晶）[22]
- へんしん☆ア・ラ・メイド（泉谷 瞳）[22]
- ドーターメーカー2（綾森 羽鳥）[22]
- やきたてクロワッサン（窪谷 葉子）[22]
- 特務捜査官レイ&風子 〜受精街の家畜調教〜（黄龍）[22][23]
- ANIpack II（草間 茉奈）
- は〜とぶれいく 〜恋のトライアングル注意報〜（浅見 蘭子）[22]
- 奴隷な彼女（井上 静香）[22][24]
- 傀儡女〜催淫病棟24時〜（渡瀬 さゆり）[22]
- 凌辱アイドル牝奴隷〜被虐の特別レッスン〜（森崎 薫）[22]
- 人妻ネットオークション（井上 マコト、若野 有紀）[22]
- 色紙〜シキガミ〜（清水 さくら）[22]
- 2005上半期リリスベストセレクションwith女子寮えっち♪（水瀬 のどか）[22][25]
- ぎゃくたま2（麻生 佳奈）[22]
- 秘密生活 〜ひとつ屋根の下〜（篠塚 真輝）[22]
- SWAN SONG（川瀬 雲雀）[22]
- いただきじゃんがりあんR（小池 みさき）[22]
- 恋愛マルチぷるっ!（絵鳩 詩歩）[22]
- 美少女妖怪調伏伝 ぬばたま（人魚、垢舐め、小豆洗い）[22]
- HEAVEN 〜Death Game〜（志野田 奈緒、佐伯 恵）[22]
- 痴漢者トーマスII（妻木志 姫乃）[22]
- 夏音 〜ring〜（瑞梨 八重、御巫 こずえ）[22]
- 女狩り 〜凌辱報告書〜（佐藤 理恵）[22]
- IZUMO零（上杉 美園）[22]
- LOVE☆でゅーす!（向居堂 楓）[22]
- 牝奴隷 〜犯された放課後〜（高宮 紗月）[22]
- オレの巫女さま（露木 あきら）[22]
- 天使のひめごと（少女 他）[22]
- 人妻レオタード2（渡辺 なつみ）[22]
- 姫武者（曽我乃 風音）[22]
- クライミライ3（神目 楓）[22]
- 神父のオシゴトDVD-PG（島原 恵）[22]
- おすめす☆たいむすりっぷ!（眞澄）[22]
- 乳はSHOCK!! 〜パイを取り戻せ!〜（湯田 綾音）[22]
- ランジェリーメーカー（芹沢 さとり）[22]
- でぼの巣箱（上杉 美園 他）[22]
- 恋愛病（女子A）[22]
- 終末の過ごし方 -The world is drawing to an W/end- DVD-PG版（瑞沢 千絵子）[22]

#### 2006年
- ふたりでひとつの恋心[26]
- がくと!（進藤 ちせ）[26]
- お帰りなさいませ☆ご主人様（中谷 舞菜）[26]
- ヴァリスX（チャム）[26]
  - ヴァリスX 〜優子・もうひとつの運命〜
  - ヴァリスX 〜麗子・傷だらけの戦士〜
  - ヴァリスX 〜ヴァルナ・母と娘の苦悩〜
  - ヴァリスX 〜チャム・新たなる戦友〜
  - ヴァリスX 〜目覚めよ!ヴァリスの戦士たち〜
- 痴態姦賞 〜放課後のチャイムはショーの始まり〜（愛原 菜々美）[26]
- 痴漢貴族（舞城 樹）[26]
- レイプレイ -Rapelay-（桐生 蒼）[26]
- 奴隷な彼女2（井上 静香）[26][27]
- Sweets!! －オシオキSweetieファンディスク－（風冬 しずね）
- 晴れた日には天使が見える-Angel Report-（豊遥 歩）[26]
- 七彩かなた -夏休み!ドキラブバカンス夢冒険!-（火立 九菜）[26]
- メイドインお仕事（瑠璃）[26]
- 恥肛母 〜穢された双臀〜（橘 みゆき）[26]
- Blue Destene-ブルーディスティニー-（ミュン）[26]
- 人妻×人妻ADV 〜人妻温泉繁盛記〜（火村 杏）[26]
- 催眠学園DVD with 催眠術（北川 あや）
- きのみの 〜コスプレ研へようこそ〜（川名 一子）[26]
- 夏色公園 〜電波塔の下で愛を語る〜（春日 まひる）[26]
- ヤミノカナタ（三枝 瑠海香）[26]
- 超満淫 〜女子性奴車内調教〜（小早川 亜矢音）[26]
- ぷりサガ! 〜僕の妃は×××〜（アリーシャ＝ヴァジュラ）[26]
- かけた月は戻らない（足利 百合、精酒納言）[26]
- プリンセスサーガI 〜恥辱の姫君〜（アリシア姫）[26]
- メンアットワーク!4 ハンター達よ永遠に-（キャサリン＝サイフォン）
- 彼女たちの禁忌（安野 典子）[26]
- あまからツインズ 〜双姉といっしょ〜（桜樹 夏海）[26]
- 機械仕掛けのイヴ（樹里（ジュリアーナ）・ジョアン・マッコイ）[26]
- COOL!! 〜強娘純恋歌〜（御手洗 小夜子）[26]
- プリンセスサーガーII 〜悦楽の女剣士〜（アリシア姫）[26]
- MOZU（りんご）[26]
- 東京封鎖 〜キミが隣にいた昨日〜（ナオミ）[26]
- ハーレム☆パーティー（久保田 杏）[26]
- マル秘人事部凌辱課（小日向 ひかり）[26]
- 女教師 輪姦の教室（笹沼 真綾）[26]
- 堕とせ!人妻女神さま（ジュネエ）[26][28]
- ダンジョンクルセイダーズ（グレイス・アン・ルーレブルグ、他）[26]
- メタモルエンジェル菜々美（卯月 春香）[26]
- 夜勤病棟 復刻版+（苅野 真）[26]
- お帰りなさいませ☆ご主人様♪（中谷 舞菜）[26]

#### 2007年
- プリンセスサーガIII 〜狂淫の女神官〜（アリシア姫）[29]
- ロンド・リーフレット（ノーラ＝ホプキンス）[29]
- プリンセスサーガIV 〜陵辱の女騎士〜（アリシア姫）[29]
- ホシツグヨ（九龍 明日羽、那美）[29]
- ミライファンディスク（神目 楓）[29]
- プリンセスサーガV 〜希望の美姫〜（アリシア姫、アイリーン）[29]
- Lover's Collection -ラヴァーズ・コレクション-（加藤 優奈）[29]
- 悪鬼野交 公然猥褻双生児 TWIN IMPACT（森下 瑞恵）[29]
- リリミエスタ（西園寺 桃佳）[29]
- シオン 残酷な魔法の天使（シオン）[29][30]
- 女将・静香 〜熟れた果実が堕ちる刻〜（大沢 真梨愛）[29]
- でるた 〜おねだり天使とひとつ屋根の下〜（神坂 和佳葉）[29]
- クライミライ4（神目 楓）[29]
- みんな大好き子づくりばんちょう（影山 凰華[29]）
- プリンセスサーガパッケージ版（アリシア姫、アイリーン）[29]
- 戦場デ少女ハ心ヲサガス（山城 あかね）[29]
- 姫奴隷 〜牝へと堕ちゆく双子の王女〜（ミレーユ）[29]
- 隣り妻2 〜淫惑の閨房〜（松森 操）[29]
- えろすまっしゅ!（長瀬 汐音）[29]
- 堕トセ… 嫌がるあの娘を媚薬で堕トセ!（岩間 羽鳥）[29]
- 凌辱復讐学園 〜輪姦の放課後〜（大河内 玲子、大河内 早苗）[29]
- とらぶる! シスタールーム（来玖瑠 愛）[29]
- 肛戒 〜魔姦の刻印〜（リズ）[29]
- ソルティアンジュ魔法倶楽部（久遠時 真央）[29]
- らいでぃんぐいんきゅばす（刀 麻綾）[29]
- 8665^2 ハルルコのジジョウ（統間 ハルルコ）[29]
- わんわん、もーもー、うさうさ、こーん!（たまも）[29]
- いもうと中毒 〜治す薬はありません〜（不動 つかさ）[29]
- 月神楽（清家 澄佳）[29]
- エクスヴァイン（ミシェル、ウメ）[29]

#### 2008年
- 天ツ風 〜傀儡陣風帖〜（翠蓮）[31]
- 夢恋転生（浅羽 響）[31]
- 学園☆新選組! 〜乙女ゴコロと局中法度〜（斉藤 初音、坂本 涼華）[31]
- 催眠凌辱学園（元川 恵理）[31]
- 蒼海の皇女たち（ルアッカ・シュテルエーダ、リリ・クルプケ）[31]
- ママぷりっ!? 〜我が家の同棲通信簿〜（蓼科 和穂）[31]
- 人妻戦隊アイサイガー ぱいぱいポン! 〜地球のピンチだ、宇宙人妻魔女襲来!〜（パイ猫）[31]
- 聖奴隷女教師（阿賀野 景子）[31]
- ココロノ（相田 誠）[31]
- 妹ペットシリーズ（響子）※同人作品[21]
- 姫巫女・繊月（烏丸 咲夜）[31]
- 学淫性活の栞 〜先生が乱れを正します〜（相沢 奈緒）[31]
- 敏感えっち! 〜二人のおやつは特濃ミルク〜（秋山 ゆき）[31]
- インチキ霊媒師（霧江 万椰）[31]
- 凌襲（エリーゼ・フォイエルバッハ）[31]
- BIFRONTE 〜公界島奇譚〜（天谷 桜）[31]
- 裏・催眠術2（館山 ゆうき）[31]
- エターナル・キングダム〜滅びの魔女と伝説の剣〜（エリシア）[31]
- LILITH-IZM02 〜中出し/孕ませ編〜（朧）[31][32]
- クリムゾン・レーキ（斎条 瞳子）[31]
- 凛辱の城 傀儡の王（シャーリーン・アウスト）[31]
- ImmoraEmpire（イレース・ディン・エルク、リリア・カティアーノ）※同人作品[21]
- あねてぃ!?（ノーラ・F・美空）[31]
- 輪姦倶楽部（篠原 いずみ）[31][33]
- 水泳調教師 〜母娘羞恥レッスン〜（三枝 瑞希）[31]
- 彷徨う淫らなルナティクス 〜月の姫お伽草子〜（ノイ）[31][34]
- 聖なるかなスペシャルファンディスク（ガルバルス）[31]

#### 2009年
- ツンな彼女デレな彼女（アカネ）[35]
- さらさらささら（天戸 沙織）[35]
- ふわりコンプレックス（伊東 かたな）[35]
- ロイヤルスレイブ（アルマ＝フォン＝トリトニア）[35]
- 死神の接吻は別離の味（ミルフィ）[35]
- Trample on “Schatten!!” 〜かげふみのうた〜（嵯王子 巡）[35]
- いちゃぷり! 〜お嬢さまとイチャラブえっちな毎日〜（岬 双葉）[35]
- 花鳥風月 〜恋ニヲチタル花園ノ姫〜（斑鳩 式部）[35]
- 姉ったい注意報!?（相馬 美咲）[35]
- 桜吹雪 〜千年の恋をしました〜（斑鳩 式部 他）[35]
- 勇者からは逃げられない!（ヴィアラ＝フロンカ）[35]
- プリ☆さら〜ドキドキ×らぶらぶWファンディスク〜（天戸 沙織）[35]
- Tentacle and Witches（カヤ＝ブランシュ）[35][36]
- 姉教師 〜快楽に揺れる相剋の想い〜（保科 彩香）[35]

#### 2010年
- 聖なるかな外伝・精霊天翔 〜壊れゆく世界の少女たち〜（鈴鳴）[37]
- LILITH-IZM04 〜褐色編〜（カヤ=ブランシュ）[37]
- ク・リトル・リトル 〜魔女の使役る、蟲神の触手〜（加藤 兎子）[37]
  - ク・リトル・リトル 〜グレートハンティング〜（加藤 兎子）[37]
- 戦国魔姦（武田信玄）[37][38]
- 遠望のフェルシス 〜Horizon of the earth and sky〜（風織 澄代）[37]
- ポヨポヨおっぱいさま〜（時枝 柚子）[37][39]
- 晒しageネットワーク 〜性癖公開痴帯〜（蛍宮 真子）[37]
- 淫辱都市/堕天の贄（桜井 凛）[37]
- しゃーまんず・さんくちゅあり 巫女の聖域（内宮寺 寧）[37]
- Hello,good-bye（オペレーター）[37]
- セイント 〜あぁ主よ、教え子達に堕とされた私をお許しください〜（正宗 煉）[37]
- VenusBlood -EMPIRE-（マリス）[37]
- 恋神 -ラブカミ-（オツカイサマ鶏）[37]
- 桜花センゴク 〜信長ちゃんの恋して野望!?〜[37]

#### 2011年
- 種憑け村 〜白濁神、念仏講ノ儀〜（小森 リカ）[40]
- Marguerite Sphere -マーガレットスフィア-（マーガレットさん）[40]
- 懲罰指導 〜学園令嬢更性計画〜（久慈 まひる）[40]
- ラブラブル 〜lover able〜[40]
- 魔法少女フェアリーナイツ（姫宮 美羽／フェアリーソード）[40][41]
- LILITH-IZM07 〜俺のペット編〜（黄龍）[40][42]
- LEGEND SEVEN 〜白雪姫と7人の英雄〜（チェルミン）[40]
- Master×Re:master（園部 伊織）[40]
- やりすぎいたずら!スイミングスクール（美津濃 こなみ）[40]
- LILITH-IZM06 〜デジアニメwithリリー&リリア外伝〜（カヤ＝ブランシュ）[40][43]
- A.G.II D.C. 〜あるぴじ学園2.0サーカス史上最大の危機〜（赤ずきん・ミミック）[40]
- STARLESS（野々原 誠）[40]

#### 2012年
- 花散る都と竜の巫女（くくり姫）[44]
- Trample on Schatten!! 〜かげふみのうた〜 REVOLUTION+（嵯王子 巡）[44]
- 同棲ラブラブル（詩織 他）[44]
- ポケットに恋をつめて（大泉 舞羽[45]）
- 病院ソドム（和泉 千奈実）[46]
- 寝取られの学園 〜輪廻るサクリファイス〜（十六夜 円）[47]
- 『彼氏いない歴＝年齢』じゃ、どうしてイケナイのよ!? 〜聖トレア学園恋愛禁止令〜（風冬 しずね）[48]
- LILITH-IZM08 のぶしと黒IZM（姫宮 美羽／フェアリーソード）[49]

#### 2013年
- どらぺこ! 〜おねだりドラゴンとおっぱい勇者〜（トロ）[50]
- ポケットに恋をつめて（大泉 舞羽）[51]
- 嬲ラレ姉妹 〜強制コスプレ調教日誌〜（御堂 みずき）[52]
- 魔導巧殻 〜闇の月女神は導国で詠う〜（パティルナ・シンク）[53]
- ゆずみなつ（坂下 美夏[54]）
- 三極姫3 〜天下新生〜（張袷）[55]
- あいこみゅ!! -IDOL Communication-（鮎貝 みづき）
- エッチから恋を引いても、友達にさえなれない。（綾辻 果歩）
- エピデミック ～感染拡大～（武藤 涼音）
- 催眠術3（朝倉 さつき）
- ペロペロサイミン 裸王伝 ～潤愛の章～（かなみ）
- SEXティーチャー剛史 ～純情乙女が濡らしちゃう秘密の性感授業～（汐谷 夏希）

#### 2014年
- 対魔忍アサギ 決戦アリーナ（キルケ、ウィスプ、シトーリア、姫宮 美羽）[56]
- ペロペロサイミン2 裸王伝 ～華麗なる挑戦～（桂木 さくら）
- 3Ping Lovers!☆一夫二妻の世界へようこそ♪（レイチェル・ハーフリング）
- あなた、ごめんなさい…（三田 静香）
- 対魔聖甲アリス（ロザリア）
- 奴隷な彼女 PREMIUM BOX（井上 静香）
- 超催眠術学園（汐留 茉莉花）
- 催眠術Re（伊吹 涼子）
- ペロペロサイミン3 裸王伝 ～妖星の策略～（白幡 さくら）
- 天極姫 ～新世大乱・双界の覇者達～（張袷 儁乂）
- CROSS†CHANNEL -FINAL COMPLETE-（山辺 美希）
- Lord of Walkure ～the adventure～（ツクヨミ）
- いれかわ お姉ちゃん、ぼくの身体でオナニーしちゃうの!?（西野 智美）

#### 2015年
- 対魔忍アサギ 決戦アリーナ（キルケ、シトーリア、姫宮 美羽、クリスタ・カルミ、犬神・ヌイ、アルゴル）[56]
- 堕ちていく新妻 ～ごめんなさいアナタ…私もう……でも、愛してる～
- プレイ! プレイ! プレイ! 屍（森脇 里緒菜）
- ピュア×コネクト（道明寺 姫良梨）
- Gated Community （三住 塔子）
- メイプルカラーズHHH クラス全員俺の嫁!（伊東 妙）
- トラベリングスターズ -Traveling Stars-（サラ、神様）
- 塔の下のエクセルキトゥス（メイド）
- ランス03 リーザス陥落（ワヨソ・ベンビール、ハチ女）
- アヤカシ散華（坂田 桜華）
- Love and Peace（瀬田 芽衣子、永島 かなめ）
- ペンペンペナルティー ～箱入り娘たちをHにオシオキ!!～（神楽木 奏）
- 聖奴隷女教師ERE（阿賀野 景子）
- 白濁の少女（小水 沙理）
- エロ漫画家さんと貧乏姉妹（おキヨ）
- Maggot baits（イザベル・ザ・ウィッチ）

#### 2016年
- WIZARD LINKS（神代 ひかる）
- 爆乳人妻メード ～癒され乳母孕ませの館～（早房 美和）
- JK生パコ文化祭 ～フーゾク模擬店は発射無制限?!～（萌）
- 愚者ノ教鞭 今しか出来ないことがたくさんあるんだ!（高野原 レイナ）

#### 2017年
- アヤツラレル!? 私の肢体は誰かのオモチャ（照橋 亜弥）
- 催眠学園3年生（八部 千夏）
- M.C.催眠研究 Case:真志保（柳瀬 真志保）
- 催眠学園2年生（八部 千夏）
- Making*Lovers（オマール）

#### 2018年
- Making*Lovers 激イチャアフターストーリー Vol.2（オマール）
- M.C.催眠研究2 Case:六花（柳瀬 真志保）
- 催眠学園1年生（八部 千夏）
- 巨根に負ける最強のヤンキー ～強くて純情な不良メスたちがデカマラ崇拝孕ませオナホ集団に♪～（翔子）
- 姉妹X催眠 ～絶対服従、俺がずっと王様～（久慈 彩華）
- あくめる∞ファミリー Hな家族のアクメループロワイヤル!!（浅葱 朝華）
- 巨乳人妻催眠通学 ～私は人妻だから、学園でHするのは当たり前～（桃瀬 沙希恵）
- イイナリ姉色 ～お姉ちゃんさえいればいい!～（八重樫 冴子）
- 元ヤン奥さんとギャル娘ちゃん ～菜緒さんは硬派な元ヤン妻～（吉畑 菜緒）
- 黒獣2 ～淫欲に染まる背徳の都、再び～（メル）

#### 2019年
- 元ヤン奥さんとギャル娘ちゃん ～召しませ母娘丼～（吉畑 菜緒）
- メイドinウィッチライフ! -館で始まるHな魅了性活-（リリアナ・エチスン）
- らぶこみゅ（明楽 くるみ）
- 女理事長 御堂貴音 ～撃チン・学生のデカマラにBBA穴を堕されて孕ませオナホ化～（御堂 貴音）
- 魔法戦士エメロードナイツ -絆を紡ぐ女神たち-（エメロードミスティ、黒宇 霞）
- 椎名真穂のヒミツ ～ネームはHで思いつきます～（椎名 真穂）
- 敏感巨乳美少女ツンふわ癒らしマッサージ（結城 リオ）
- もっと!孕ませ!炎のおっぱい超エロ♡アプリ学園!（園宮 優華理）
- 健全!変態公僕のツトメ（ミレーユ・チカ・シャブリエ、カミーユ・マエゾノ・シャブリエ）

#### 2020年
- 上倉雛のヒミツ ～ごほうびは私のカラダ♪～（椎名 真穂）
- モノノ系彼女 ～陰キャですが、恋して良いですか？～（猫又 睡）
- 人妻母乳上司 ～職場で乳の匂いをさせる人妻上司を寝取り孕ませ!～（倉沢 美穂）
- 流星ペンデュラムハート（スカア・クロウ）
- トリニティ×カラミティ ～淫らな躾と終わる世界～（ディア）
- 極限痴漢特異点（矢坂 蒼織）

#### 2021年
- 聖奴隷学園2 (東妻 光毬/小毬)[57]
- 極限痴漢特異点2（東見 くれは）

#### 2022年
- 魔法戦士 memory of gray（エメロードミスティ）
- オトカノ ～おとうとの彼女が文系で強め!?～（猫又 翠）
- 魔法戦士 FINAL IGNITION（エメロードミスティ）
- 魔子宮聖女 ビアンカ∽ノエイン ～終焉なき破瓜と悦楽の煉獄～（ドゥヌ）
- 魔法戦士 Christmas Ignition（エメロードミスティ）

#### 2023年
- フタナリ母と女装少年と母の射精管理をする愛娘。（葛西 純）
- 極限痴漢特異点3 千年の劣情（東見 くれは）
- 魔法戦士EXTRA IGNITION（エメロードミスティ）

#### 2024年
- 搾らレンカレ契約 働く大人のお姉さんとHなレンタル彼氏性活（沢渡 早矢香）
- エッチなお姉ちゃんが、褐色巨乳の悪魔だった件2 ～新たな悪魔ミリス登場♪～（ミリス）
- エッチなお姉ちゃんが、褐色巨乳の悪魔だった件3 ～お姉ちゃんたちと学園エッチ♪～（ミリス）
- 艶嬢学園2 ～熾天使たちの花園～（仙洞院 瑠香）

#### 2025年
- 極限痴漢特異点NEO（真境名 紫莉、矢坂 蒼織）

### コンシューマゲーム
- Orange Pocket -コルネット-（川波 ころね）[58]
- 永遠のアセリア-この大地の果てで-[58]
- 六ツ星きらり〜ほしふるみやこ〜（日野 慧）[58]
- IZUMO零 〜横濱あやかし絵巻〜（上杉 美園）[58]
- ぷりサガ〜プリンセスをさがせ!〜（アリーシャ＝ヴァジュラ）[58]
- CROSS†CHANNEL〜In memory of all people〜（山辺 美希）[58]

## ゲームボーカル
- 2004年
  - フォーチュンクッキー「FUNKY ニョッキ!!」[59]
  - シスターマリヤの桃色聖歌主題歌「いつも笑顔」[59]
  - 六ツ星きらり主題歌「☆☆☆☆☆☆」[59]
  - Pieta しあわせの青い鳥エンディング「輪転サアカス」[59]
- 2005年
  - ぱいめが主題歌「ぱいめが★ロック」[59]
  - 週刊!?がっちゅみりみり放送局毎月四週目テーマソング「Magical Voice」[59]
  - 人妻レオタード2主題歌「The leotard indefinitely〜なつみのダンスレッスン」[59]
- 2007年
  - わんわんもーもーうさうさこーん!主題歌「あわだっちゃ☆パニクリバニラ」[59]
- 2008年
  - 夢恋転生主題歌「夢恋転生」[59]
- 2009年
  - &LOVE主題歌「キラキラハッピーデイ 」[59]

## インターネットラジオ
- ぱんの耳っ♪（studio774 2007年10月 - 2008年3月）
- ミルクカフェへようこそ[5]
- プチらじ（2005年12月12日 - 2006年6月26日）[60]
- 週刊!?がっちゅみりみり放送局[5]
- まおとみやびの絶対リリス[5]

## ドラマCD
- ○学○年生起立！ ドラマCD（一条 麗・二条 静・三条 麻[61]）
- ○学○年生ナイン！ G-typeドラマCD（真緒 真魚[62]）
- 週刊!?がっちゅみりみり放送局[5]
- 巨乳家族（高円寺 アケミ）※同人作品[21]